# Yaya Sané
Pour les articles homonymes, voir Sané.
Vieux Yaya Sané, abrégé Yaya Sané, né le 4 août 1989 à Diourbel, est un footballeur sénégalais. Il évolue au poste de défenseur central au KV Ostende.

## Carrière
Yaya Sané signe à l'AJ Auxerre lors du mercato hivernal 2017.
En juillet 2019, après une saison sans club, il signe un contrat d'un an avec le KV Ostende.

## Statistiques
| Saison                | Club                  | Championnat           | Championnat | Championnat | Coupe(s) nationale(s) | Coupe(s) nationale(s) | Total | Total |
| Saison                | Club                  | Division              | M.          | B.          | M.                    | B.                    | M.    | B.    |
| 2011                  | Tromsø IL (prêt)      | Tippeligaen           | 3           | 0           | -                     | -                     | 3     | 0     |
| Sous-total            | Sous-total            | Sous-total            | 3           | 0           | -                     | -                     | 3     | 0     |
| 2012                  | FK Bodø/Glimt         | Adeccoligaen          | 24+2        | 1+0         | 3                     | 1                     | 29    | 2     |
| 2013                  | FK Bodø/Glimt         | Adeccoligaen          | 29          | 1           | 5                     | 0                     | 34    | 1     |
| 2014                  | FK Bodø/Glimt         | Tippeligaen           | 27          | 1           | 4                     | 1                     | 31    | 2     |
| 2015                  | FK Bodø/Glimt         | Tippeligaen           | 25          | 0           | 1                     | 0                     | 26    | 0     |
| Sous-total            | Sous-total            | Sous-total            | 107         | 3           | 13                    | 2                     | 120   | 5     |
| 2015-2016             | Stade brestois 29     | Ligue 2               | 16          | 0           | -                     | -                     | 16    | 0     |
| Sous-total            | Sous-total            | Sous-total            | 16          | 0           | -                     | -                     | 16    | 0     |
| 2016-2017             | Bursaspor             | Süper Lig             | -           | -           | 3                     | 1                     | 3     | 1     |
| Sous-total            | Sous-total            | Sous-total            | -           | -           | 3                     | 1                     | 3     | 1     |
| 2016-2017             | AJ Auxerre (prêt)     | Ligue 2               | 9           | 1           | 1                     | 0                     | 10    | 1     |
| 2017-2018             | AJ Auxerre (prêt)     | Ligue 2               | 12          | 1           | 2                     | 0                     | 14    | 1     |
| Sous-total            | Sous-total            | Sous-total            | 21          | 2           | 3                     | 0                     | 24    | 2     |
| Total sur la carrière | Total sur la carrière | Total sur la carrière | 147         | 5           | 19                    | 3                     | 166   | 8     |

## Palmarès
Il remporte la deuxième division norvégienne en 2013 avec le FK Bodø/Glimt.